# Partidul Federalist
Partidul Federalist, denumit și Partidul Pro-Administrație până la al 3-lea Congres al Statelor Unite ale Americii⁠(d) (spre deosebire de adversarii lor din Partidul Anti-Administrație⁠(d)), a fost primul partid politic american⁠(d). El a existat de la începutul anilor 1790 până în 1816. El făcea apel la mediul de afaceri și la conservatorii care favorizau băncile, puneau guvernul național mai presus de cel al statelor, sprijineau producția industrială, și (în politica externă), preferau Marea Britanie și se opuneau Revoluției Franceze.
Federaliștii cereau un guvern național puternic care să promoveze creșterea economică și să întrețină relații de prietenie cu Marea Britanie și să se opună Franței revoluționare. Partidul a controlat guvernul federal până în 1801, când a fost copleșit de opoziția democrat-republicană, condusă de Thomas Jefferson.
Partidul Federalist a apărut între 1792 și 1794 ca o coaliție națională a bancherilor și oamenilor de afaceri în sprijinul politicilor fiscale ale lui Alexander Hamilton. Acești susținători s-au dezvoltat într-un Partid Federalist organizat, care s-a dedicat unui guvern naționalist și solid din punct de vedere fiscal. Singurul președinte federalist a fost John Adams. George Washington simpatiza, în linii mari, cu programul federalist, dar el a rămas, oficial, nepartizan de-a lungul întregii președinții.
Politicile federaliste cereau o bancă națională, taxe vamale și relații bune cu Marea Britanie, așa cum exprima Tratatul Jay⁠(d) negociat în 1794. Hamilton a dezvoltat conceptul de puteri implicite⁠(d) și a reușit să obțină adoptarea acestei interpretări a Constituției Statelor Unite. Adversarii lor politici, democrat-republicanii, conduși de Thomas Jefferson, au denunțat cele mai multe dintre politicile federaliste, în special banca și puterile implicite; și au atacat vehement Tratatul Jay, acuzându-i pe federaliști că au vândut valorile republicane⁠(d) monarhiei britanice. Tratatul Jay a fost adoptat și federaliștii au câștigat cele mai multe dintre marile lupte politice legislative în 1790. Ei aveau o bază puternică în orașele mari ale țării și în New England. După ce democrat-republicanii, a căror bază era în mediul rural din Sud, au câștigat aprig disputatele alegeri prezidențiale din 1800⁠(d), federaliștii nu au mai revenit la putere. Și-au recuperat o parte din forțe prin intensa opoziție față de Războiul din 1812, dar practic au dispărut în timpul Epocii Bunelor Sentimente⁠(d), care a urmat după sfârșitul războiului, în 1815.
Federaliștii au lăsat o moștenire de durată sub forma unui puternic guvern federal, cu o bază financiară solidă. După pierderea puterii executive, ei au modelat decisiv politicile Curții Supreme pentru încă trei decenii prin persoana judecătorului-președinte John Marshall.